# Bogdan Lalić
Bogdan Lalić (Zagreb, 8 de marzo de 1964, entonces República Federal Socialista de Yugoslavia) es un jugador y escritor de ajedrez croata, que tiene el título de Gran Maestro desde 1988. Aunque juega representando a la Federación de Croacia, vive gran parte del año en Inglaterra y estuvo casado con la Maestro Internacional Susan Lalić, la primera mujer inglesa en obtener este título y de la que después se divorció.

## Trayectoria y resultados destacados
En la lista de Elo de la Federación Internacional de Ajedrez (FIDE) de diciembre de 2014, tenía un Elo de 2479 puntos, lo que le convertía en el jugador número 18 (en activo) de Croacia. Su máximo Elo fue de 2600 puntos, alcanzado en 1997. Lalić fue primero en los torneos de Pleven (1987) y Sarajevo (1988). Desde los años 1990, ha participado en muchos torneos abiertos en España. Así en 2006 ganó el VIII Abierto de Logroño, por delante de Stuart Conquest y en 2007 ganó el XIV Abierto de Lepe.

## Obras publicadas
- Lalić, Bodgan (1997). The Queen's Indian Defence (en inglés). Everyman Chess. ISBN 9781857441574.
- — (1998). The Budapest Gambit (en inglés). Anova Books. ISBN 9780713484564.
- — (2000). Queen's Gambit Declined: Bg5 Systems (en inglés). Everyman Chess. ISBN 9781857442403.
- — (2001). Classical Nimzo-Indian: The ever-popular 4. Qc2 (en inglés). Everyman Chess. ISBN 1857442628.
- — (2002). The Grunfeld for the Attacking Player (en inglés). Batsford. ISBN 9780713481662.
- — (2003). The Marshall Attack (en inglés). Everyman Chess. ISBN 9781857442441.
- —; Okhotnik, Vladimir (2005). Carpathian Warrior (en inglés). Caissa Hungary. ISBN 966-7838-77-3.
- —; Okhotnik, Vladimir (2008). Carpathian Warrior 2 (en inglés). Padiak Publishers. ISBN 9789663870151.